# Patrícia Saboya
Patrícia Lúcia Saboya Ferreira Gomes o Patrícia Lúcia Mendes Saboia (Sobral, 10 de octubre de 1962) es una política, y pedagoga brasileña.
Es la tercera hija de José Saboia Neto y de Maria Marly Mendes Saboia, nieta paterna del exsenador Plínio Pompeu y tetranieta de Vicente Alves de Paula Pessoa. Fue esposa de Ciro Gomes, su aliado político, al lado de quien fuera primera dama del Estado y de la capital cearense.  Es madre de tres hijos con él: Lívia, Ciro, y Yuri.
Su primer cargo electivo fue de concejala de Fortaleza, en 1996, entrando por el PSDB; y obteniendo 21.839 votos, siendo la más votada. En 1998, fue elegida diputada estadual de Ceará, ahora por el PPS, con 79.739 votos. En 2000, compitió por la Prefectura de Fortaleza, llegando al 4º lugar, con el 17% de los votos válidos.
En 2002, concurre a elecciones para una de las dos vacantes en el Senado, por el Estado de Ceará, e ingresa a la historia al ser elegida primera senadora mujer del Estado, con 1.864.404 de votos.
En 2005, se afilió al PSB, mas cambió de partido político nuevamente en septiembre de 2007 por el PDT, donde se ubica en la actualidad.
En 2008, fue candidata nuevamente a la Prefectura de Fortaleza,  obteniendo el 3.er. lugar con el 15,47% de los votos.
Ha realizado acciones por los derechos femeninos, y contra la explotación sexual de menores. Es autora del proyecto de ley para ampliar la ley de licencia por maternidad a seis meses.
Coordina el "Frente Parlamentario por la Defensa de los Derechos Infantiles y de Adolescentes; y, es relatora de una de las Subcomisiones de Infancia, Adolescencia, y Juventud; y es presidenta de la CPI de Explotación Sexual.
En 2009, tomó una licencia del mandato, para tratarse problemas de salud, siendo substituida por su primer suplente Flávio Torres. Y retornó al Senado el 16 de noviembre de 2009.
Fue elegida nuevamente diputada estadual, de Ceará el 3 de octubre de 2010, siendo la más votada del Partido, el PDT con 63.704 votos.
Patrícia no esconde sus pretensiones de volver a disputar la Prefectura de Fortaleza, como lo hizo en 2000 y en 2008, y explica que tomó la decisión de ser candidata a diputada estadual, porque precisa "estar más cerca" de la capital, que, según ella, precisa de cambios.

## Algunas publicaciones
- 2003. Construindo uma nova Perspectiva para Crianças e Adolescentes. Brasilia

- 2003. Palavras e Idéias: Compromisso com a Infância e a Adolescência (discursos y artículos). Brasilia

- 2004. Cartilha: Violência Sexual contra Meninos e Meninas. Comissão Parlamentar Mista de Inquérito da Exploração Sexual. Brasilia

- 2004. Esperança para as Crianças no Brasil. A CPMI da Exploração Sexual Apresenta seus Resultados. Brasilia

- 2004. Protagonismo Social. Reflexões sobre Curso de Capacitação de Lideranças Comunitárias no Ceará. Brasilia

- 2005. Infância e Parlamento: guia para formação de Frentes Parlamentares em defesa de crianças e adolescentes. Brasilia

- 2006. Manual para Formação e Ação de Frentes Parlamentares em Defesa dos Direitos de Crianças e Adolescentes (en coautoría con el Instituto Save the Children, de Suecia). Brasilia

- 2006. Frente Parlamentar em Defesa dos Direitos de Crianças e Adolescentes, uma Experiência Brasileira (en coautoría con el Instituto Save the Children, de Suecia). Brasilia

- 2007. Os quatro primeiros anos no Senado. Pela infância, pelo Nordeste e por um Brasil melhor. Brasilia

## Honores
- Orden de Mérito Naval, Marina de Brasil, 11 de junio de 2005

### Premiaciones
- Premio Apvida, Ceará, mayo de 2006)
- Premio Mujer de las Luchas y de los Derechos 2005-2006, "Instituto Municipalista Nacional"
- Premio Neide Castanha de Derechos Humanos de Niños y Adolescentes.[4]